# ISO 3166-2:QA
Die Liste der ISO-3166-2-Codes für  Katar enthält die Codes für die acht Gemeinden.

Die Codes bestehen aus zwei Teilen, die durch einen Bindestrich voneinander getrennt sind. Der erste Teil gibt den Landescode gemäß ISO 3166-1 (für  Katar QA), der zweite den Code für die Gemeinde wieder.
Die aktuellen Codes stehen auf der Seite der ISO unter #iso:code:3166:QA zur Verfügung.

Gemeinden in Katar

2011 wurden die ISO-3166-2-Codes für Katar an die Gemeindereform angepasst, 2017 wurde ein Code für die 2014 geschaffene Gemeinde asch-Schahaniyya ergänzt.

## Kodierliste
| Gemeinde         | Name auf Arabisch      | Code  |
| ---------------- | ---------------------- | ----- |
| Doha             | الدوحة / ad-Dauḥa      | QA-DA |
| al-Chaur         | الخور / al-Ḫaur        | QA-KH |
| asch-Schamal     | الشمال / aš-Šamāl      | QA-MS |
| ar-Rayyan        | الريان / ar-Raiyān     | QA-RA |
| asch-Schahaniyya | الشحانية / aš-Šaḥānīya | QA-SH |
| Umm Salal        | أم صلال / Umm Ṣalāl    | QA-US |
| al-Wakra         | الوكرة / al-Wakra      | QA-WA |
| ad-Daʿayan       | الضعاين / aḍ-Ḍaʿāyan   | QA-ZA |